# Marconi-Skandal
Der Marconi-Skandal [auch genannt: Marconi-Affäre] (englisch Marconi scandal bzw. Marconi affair) war ein innenpolitischer Skandal in Großbritannien in den Jahren 1912 bis 1913. Er ergab sich aus Vorwürfen des Amtsmissbrauchs gegen hochrangige Angehörige der liberalen Regierung Asquith, darunter einige Minister im Kabinettsrang, und erschütterte grundlegend das Vertrauen der britischen Bevölkerung in die Integrität der Regierung wie der politischen Klasse überhaupt. Der Name des Skandals geht zurück auf die Marconi Company, das führende Unternehmen jener Zeit für Telekommunikation (drahtlose Telegrafie u. ä.) in Großbritannien, das eine zentrale Rolle in der mutmaßlichen Korruptionsaffäre spielte. Bedeutung erlangte die Angelegenheit als eine der wenigen Pressekampagnen der britischen Geschichte mit ausgeprägt antisemitischen Untertönen.

## Verlauf der Affäre

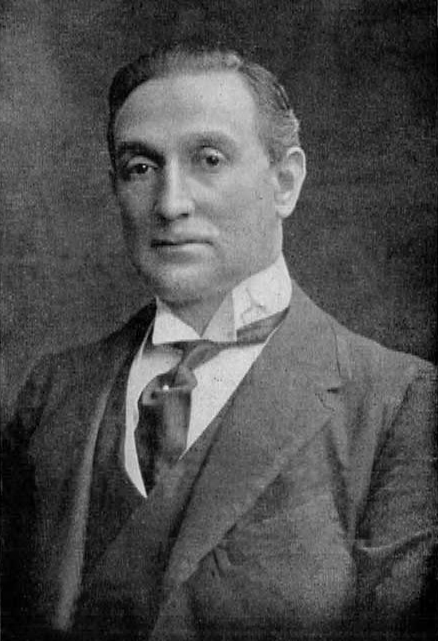
Rufus Isaacs

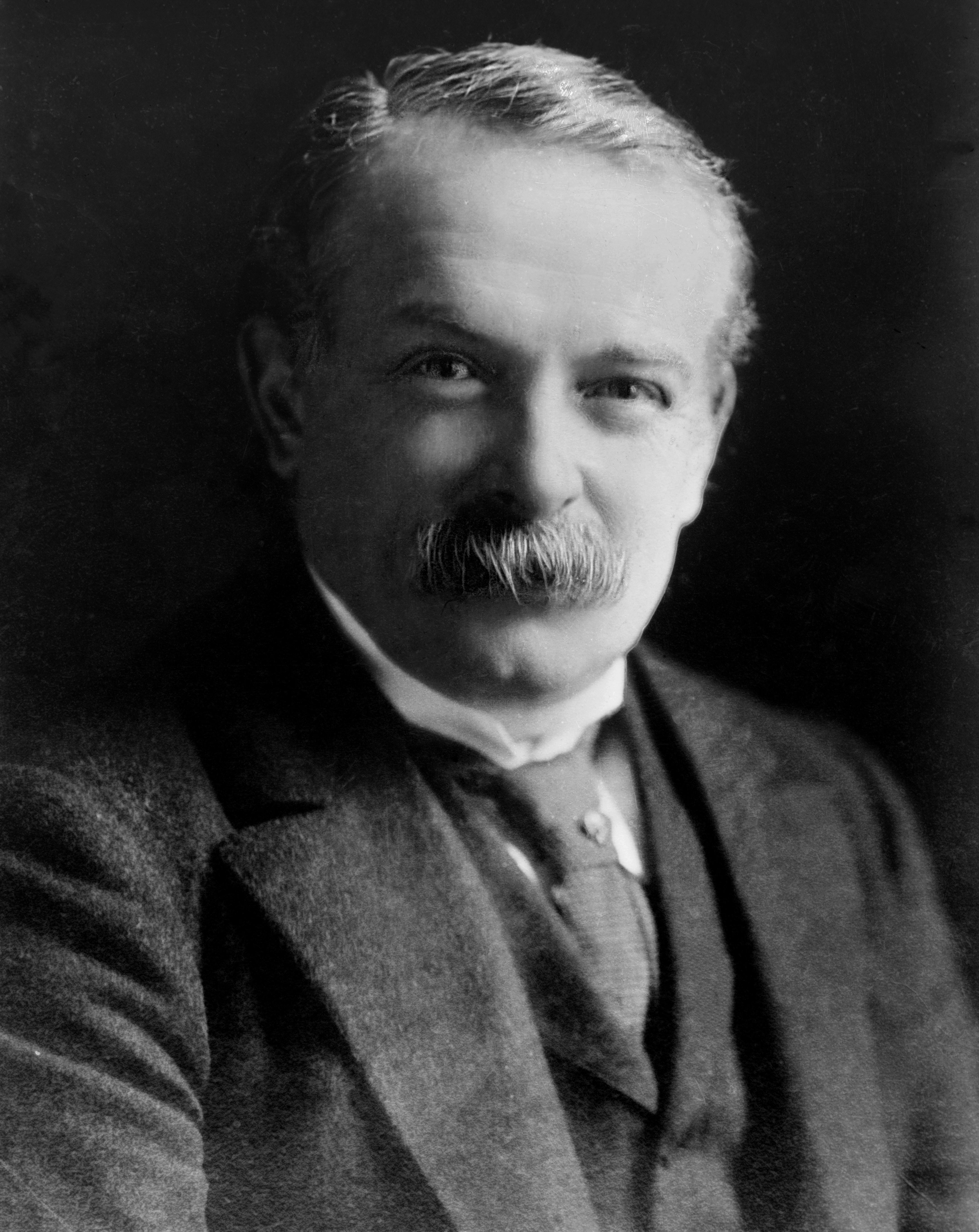
David Lloyd George

Als eine der größten Aktiengesellschaften des Vereinigten Königreiches war die Marconi Company aufgrund ihrer enormen Bedeutung für die britische Wirtschaft immer auch ein Politikum und ein Objekt regierungsmäßigen Handelns gewesen. Im Sommer 1912 wurde mehreren Ministern der damals amtierenden liberalen Regierung in der Presse vorgeworfen, Insider-Wissen über die Marconi-Gesellschaft, das sie als Regierungsangehörige erlangt hatten, ausgenutzt zu haben, um für sich selbst private wirtschaftliche Vorteile zu erlangen. Namentlich erhob die Presse den Vorwurf, die Politiker hätten ihr Wissen über intern getroffene, aber noch nicht der Öffentlichkeit bekanntgegebene Regierungsentscheidungen, die die Marconi-Gesellschaft betrafen, missbraucht, um sich in Kenntnis der für sie bereits absehbaren Kursentwicklung der Aktien von Marconi am Börsenhandel mit diesen Aktien zu beteiligen. Sie hätten also den ihnen in ihrer Eigenschaft als Amtspersonen und politische Entscheidungsträger des Staates gewährten Wissensvorsprung ausgenutzt, um sich als Privatpersonen Vorteile zu verschaffen, und sich so auf unlautere Weise Vorteile an der Börse gegenüber anderen Spekulanten verschafft.
Als erstes erhob die Wochenschrift Outlook den Vorwurf des Aktienbetruges gegen mehrere Minister, darunter den Schatzkanzler (Finanzminister) David Lloyd George, den zweitwichtigsten Mann der Regierung und Führer des linken Parteiflügels. Verschiedene andere Presseorgane griffen den Bericht von Outlook auf und brachten eigene „investigative“ Berichte über die Verwicklungen. Dabei geriet neben Lloyd George insbesondere Sir Rufus Isaacs, als Attorney General der oberste Rechtsberater der Regierung, ins Fadenkreuz der Kritik. Die Kritik an seiner Person beruhte insbesondere auf der Tatsache, dass sein Bruder Godfrey Isaacs als Managing Director bei Marconi tätig war. Isaacs jüdische Abstammung führte schließlich dazu, dass die Berichte einiger Presseorgane dezidiert antisemitische Färbungen annahmen und sich in Vorurteilen und Klischees ergingen, so beispielsweise die von Cecil Chesterton herausgegebene Zeitschrift New Witness.
Zur Klärung der Angelegenheit wurde schließlich ein parlamentarischer Untersuchungsausschuss eingesetzt, der die Angelegenheit aufklären sollte. Dieser stellte zwar fest, dass Isaacs und Lloyd George Aktien für die amerikanische Tochtergesellschaft von Marconi erworben hatten, der Vorwurf der Korruption oder des Informationsmissbrauches konnte jedoch nicht erhärtet werden.

## Folgen
Obwohl der parlamentarische Untersuchungsausschuss keine eindeutigen Beweise für einen Amtsmissbrauch seitens Lloyd Georges hatte feststellen können, begründete die Affäre Marconi den Ruf des späteren Premierministers als politischer Windhund und korrupter Vorteilssucher, der ihn für den Rest seiner politischen Laufbahn begleiten und seiner Reputation als „Begründer des britischen Sozialstaates“ (als Handelsminister und Schatzkanzler) und „Der Mann, der den Krieg gewann“ (als Premierminister im Ersten Weltkrieg) als beständiger Makel anhaften sollte.
Cecil Chesterton wurde im Gefolge des Marconi-Skandals von Isaacs wegen Verleumdung angezeigt und von einem Gericht zu einer Geldstrafe in Höhe von 100 Pfund verurteilt.